# Gnilovodi
Gnilovodi (en rus: Гниловоды) és un poble de l'óblast de Lípetsk, a Rússia, que en el cens del 2010 tenia 133 habitants.